# Pukkisaari (ö i Mellersta Finland, Jyväskylä, lat 62,46, long 26,04)
Pukkisaari är en ö i Finland. Den ligger i sjön Kuusvesi och i kommunen Laukas i den ekonomiska regionen  Jyväskylä ekonomiska region  och landskapet Mellersta Finland, i den centrala delen av landet, 260 km norr om huvudstaden Helsingfors. Öns area är 6,3 hektar och dess största längd är 330 meter i nord-sydlig riktning.